# Castello di Montauto (Anghiari)
Il castello di Montauto è una dimora storica isc. e vincolata dalla Soprintendenza per i beni artistici e architettonici. È situato sullo spartiacque tra il Casentino e l'Alta Valle del Tevere, presso Anghiari, in provincia di Arezzo. Sede dei signori dell'omonima contea, fino al 1815 feudo imperiale mediato. La sua importanza era soprattutto strategica, in quanto posizionato su un colle (Monte Acuto) alto 786 metri in una zona quasi inaccessibile. San Francesco d'Assisi vi fece sosta più volte e, nel 1203, donò la propria tonaca al feudatario Alberto II Barbolani che fu custodita nella cappella della rocca fino al 1503.

## Storia

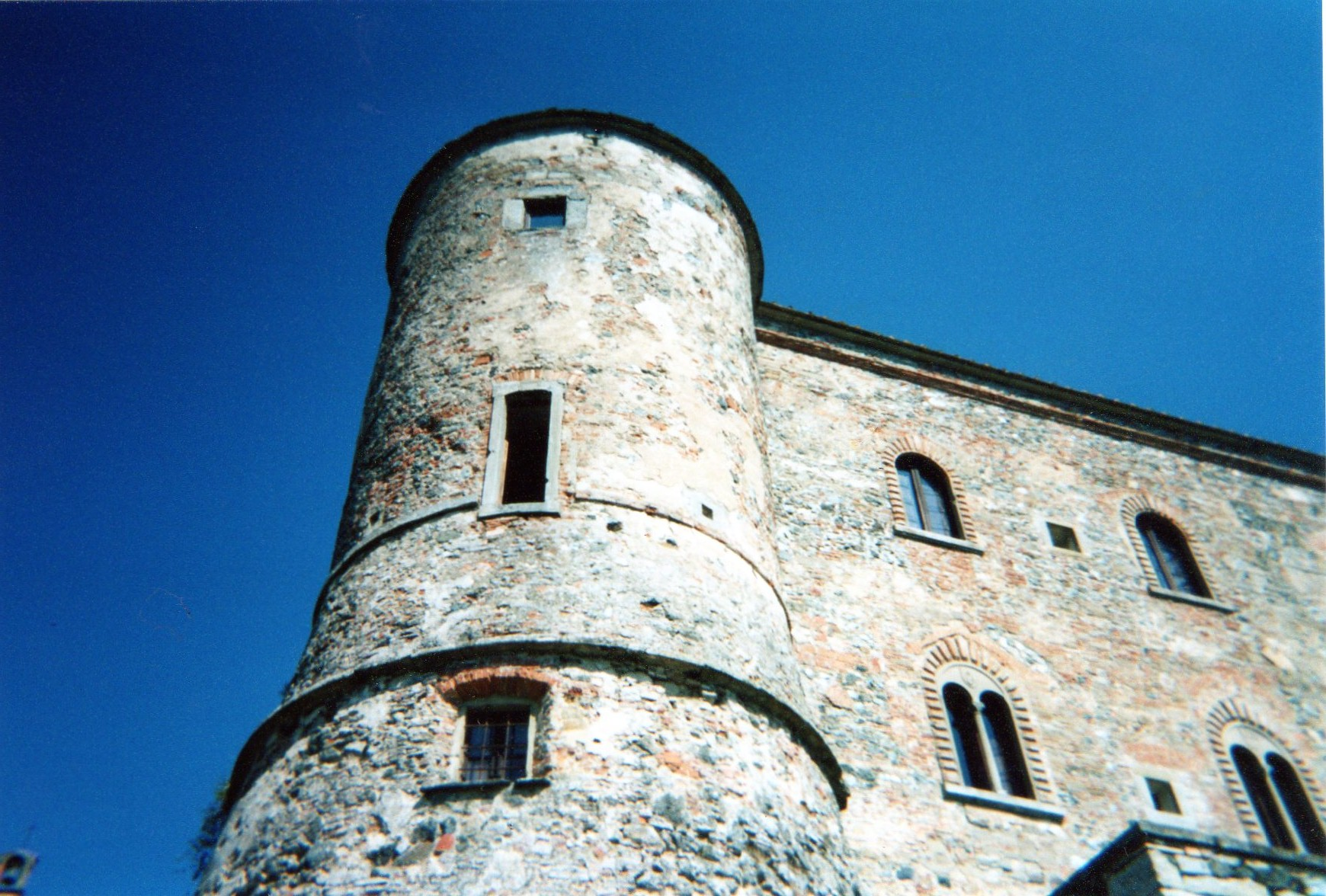
La rocca di Montauto nel 2013

Si trova sulle pendici meridionali dell'Alpe di Catenaia a nord-ovest del borgo medievale di Anghiari. Ebbe dapprincipio una destinazione militare convertita, in seguito, in residenza gentilizia. Il luogo su cui sorge diede il nome a una stirpe comitale, poi marchionale, della quale si parla per la prima volta nel 967 in un diploma dell'imperatore Ottone I di Sassonia.
Nel 1355 Carlo IV di Lussemburgo confermò agli aretini Barbolani (in seguito cittadini di Firenze) i privilegi concessi nei secoli precedenti. I conti si assoggettarono alla repubblica fiorentina con un atto di accomandigia e l'obbligo di offrire cinque fiorini d'oro ogni anno, nel giorno dedicato a san Giovanni Battista. Questo simbolico gesto di vassallaggio durò fino al regno di Etruria (1801-1807), creato da Napoleone Bonaparte.
La custodia per tre secoli del saio di Francesco d'Assisi rappresentò un grande beneficio per i feudatari e per la rocca, sulla quale si sarebbe accesa, per concessione del santo, una fiammella tre giorni prima della morte di un esponente della famiglia.
Il castello mostra ancora la sua antica struttura medievale, nonostante le ristrutturazioni cinquecentesche, compiute da Baccio d'Agnolo. Su un possente torrione d'angolo cilindrico, attribuito a Francesco di Giorgio Martini, assottigliato, fa perno un palazzo a due piani, detto degli armigeri, che, dopo essere appartenuto ai principi di Piombino Boncompagni Ludovisi (i cui blasoni sono scolpiti sugli architravi delle finestre a bifora del primo piano), e allo scrittore Piero Bargellini, è di nuovo di proprietà dei Barbolani di Montauto dal 1963.
Il maniero, dove a lungo soggiornò e morì uno dei più significativi personaggi della progenie, Federigo da Montauto (1540-1582) insieme alla moglie Margherita, fu al centro di molte dispute interne che favorirono il suo decadimento. Sarà proprio il conte Federigo a intraprendere una radicale opera di restauro culminata con la realizzazione della rinascimentale loggia caratterizzata da una serie di bifore in pietra serena e dalle rifiniture della corte sul retro, dove venne eretta la cappella palatina di San Francesco. L'interno era riccamente arredato, in particolare il salone di ricevimento dove il signore dava udienza ai sudditi e amministrava la giustizia (il carcere feudale è sempre visibile nei sotterranei). I conti di Montauto disponevano del diritto di battere moneta, concesso da Carlo V d'Asburgo, unitamente all'aquila bicipite da esibire nello stemma. L'ultimo Barbolani reggente che risiedette nella dimora fu Giovanni IV, con la consorte Vittoria Capei e figli, fino al 1815, dato che il Congresso di Vienna non ripristinò la sovranità della contea, incorporandola nel granducato di Toscana retto da Ferdinando III d'Asburgo-Lorena. La rocca subì ingenti danni nel corso della seconda guerra mondiale: dell'antica struttura resta il nucleo centrale e il torrione angolare a testimonianza dell'origine militare che fece di Montauto uno degli ultimi feudi imperiali, in seguito allo scioglimento del Sacro Romano Impero, il 6 agosto 1806, da parte di Francesco II.